# 롤 더 넥스트 2021
《롤 더 넥스트 2021》은 SBS에서 2021년 11월 14일부터 2021년 12월 19일까지 방송된 대국민 e스포츠 오디션이다. 최근 1년 동안 프로 대회 참여 이력이 없는 만 12세 이상의 실력자 약 800여 명이 지원했다.

## 코치
- 전채성
- 이승훈
- 김세현
- 박상범
- 이종원
- 신동현
- 유선우
- 정현철
- 권영재